# Pergamino
Pour l’article homonyme, voir Pergamino (partido).
Pergamino est une ville argentine de la province de Buenos-Aires. Elle est peuplée de 92 900 habitants (évaluation 2010). La ville est chef lieu du département du même nom.

## Géographie
La ville est située dans le nord de la province de Buenos-Aires, et à 220 km à l'ouest de la ville de Buenos Aires, capitale du pays.

## Personnalités liées
- Arturo Umberto Illia (1900 à Pergamino - 1983), médecin et homme politique.
- Héctor Rial (1928 à Pergamino - 1991), joueur de football.
- Florencia Labat (née en 1971 à Pergamino), joueuse de tennis.
- Paola Suárez (née en 1976 à Pergamino), joueuse de tennis.
- Daniel Bilos (né en 1980 à Pergamino), joueur de football.
- Julia Riera (née en 2002 à Pergamino), joueuse de tennis.